# Заборьев, Степан Михайлович
Степа́н Миха́йлович Забо́рьев (1921—1945) — советский военный, танкист-ас. Участник Великой Отечественной войны. Герой Советского Союза (1945, посмертно). Гвардии младший лейтенант.

## Биография
Степан Михайлович Заборьев родился 30 июня 1921 года в селе Ярки Новохоперского уезда Воронежской губернии РСФСР (ныне село Новохоперского района Воронежской области Российской Федерации) в крестьянской семье. Русский. Окончил сельскую семилетнюю школу. Работал в колхозе, затем старшим кондуктором трамвайного парка в городе Аткарске Саратовской области.
В ряды Рабоче-крестьянской Красной Армии С. М. Заборьев был призван Аткарским районным военкоматом в декабре 1940 года. Служил связистом в Прибалтийском особом военном округе. С февраля 1941 года сержант Заборьев в составе 652-го артиллерийского полка 202-й моторизованной дивизии в должности командира отделения связи. В боях с немецко-фашистскими захватчиками Степан Михайлович с 22.06.1941 года на Северо-Западном фронте. Боевое крещение принял в приграничном сражении в Литве на шоссе Таураге-Шяуляй в районе населённого пункта Кельме. Затем в составе своего подразделения участвовал в Ленинградской оборонительной операции, отступал с боями до реки Ловать. 20 сентября 1941 года 202-я моторизованная дивизия 11-й армии непосредственно на линии фронта была переформирована в 202-ю стрелковую дивизию. В ходе Демянской оборонительной операции дивизия отошла на рубеж Лычково-Пустыня-река Пола, где смогла остановить дальнейшее продвижение противника, и удерживала его до конца 1942 года. В ноябре 1942 года старший сержант С. М. Заборьев отличился в бою за деревню Пустыня. 21 ноября 1942 года, обеспечивая связь артиллерийской батареи с наблюдательным пунктом, он 20 раз под огнём противника устранял обрывы телефонного провода, несмотря на ранение. В тот же день обнаружил и взял в плен немецкого корректировщика артиллерийского огня. За отличие в бою за деревню Пустыня С. М. Заборьев был награждён орденом Красной Звезды.
После госпиталя Степан Михайлович был направлен в танковое училище. В октябре 1944 года младший лейтенант С. М. Заборьев прибыл в 6-й гвардейский танковый корпус 3-й гвардейской танковой армии 1-го Украинского фронта. Воевал командиром танка Т-34. Боевой опыт танкиста приобрёл в боях на Сандомирском плацдарме. Уже в ходе Сандомирско-Силезской операции, составной части Висло-Одерской стратегической операции Степан Михайлович продемонстрировал высокое воинское мастерство. Действуя в разведке, он неоднократно доставлял ценные разведданные командованию и обеспечивал связь своей бригады с действовавшей по соседству 62-й гвардейской танковой бригадой 10-го гвардейского танкового корпуса, участвовал в боях за город Радомско. На подступах к городу Велюнь у населённого пункта Щиты гвардии младший лейтенант Заборьев обнаружил колонну противника. Атаковав её в одиночку, он уничтожил немецкий танк Т-VI «Тигр», самоходную артиллерийскую установку и до 35 солдат и офицеров вермахта. 21 января на подступах к реке Одер в районе населённого пункта Халемба экипаж Заборьева обнаружил танковую засаду противника. Смело вступив в бой, гвардейцы-танкисты за счёт умелого маневрирования на поле боя сумели до подхода основных сил бригады уничтожить вражеский танк Т-V «Пантера», САУ, 2 полевых орудия и до 70 немецких солдат и офицеров. За отличие в бою и доставленные ценные сведения о противнике С. М. Заборьев был награждён орденом Красного Знамени и вскоре назначен на должность командира танкового взвода. Гвардии младший лейтенант Заборьев особо отличился в ходе Нижне-Силезской фронтовой операции.
После успешного завершения Висло-Одерской операции перед войсками 1-го Украинского фронта была поставлена задача перейти в наступление с удерживаемых на правом берегу реки Одер плацдармов, и разгромив группировку противника в междуречье Одера и Нейсе, выйти на рубеж реки Нейсе, создав таким образом условия для дальнейшего наступления на Берлин. Прорвав стремительным ударом оборону противника, 3-й гвардейский танковый корпус устремился в прорыв общим направлением на Бунцлау. 7 февраля 1945 года в бою за населенный пункт Мадлау (Modlau) гвардии младший лейтенант С. М. Заборьев умелым манёвром вывел свой взвод во фланг немецкой обороны. В ходе боя его экипаж уничтожил вражескую «Пантеру» и 3 противотанковых орудия с автомашинами. Преследуя отступающего противника, гусеницами танка он уничтожил 8 автомашин и 30 подвод с грузами, до 50 солдат противника.
Развивая успех, танкисты 53-й гвардейской танковой бригады 9 февраля 1945 года вышли на рубеж реки Бобер севернее Бунцлау. В бою за населённый пункт Китлицтребен (Kittliztreben) гвардии младший лейтенант Заборьев уничтожил два немецких танка Т-IV, 3 бронетранспортёра, 20 повозок с грузами и до 40 солдат противника. Степан Михайлович был ранен, но остался в строю. Форсировав Бобер, танкисты вышли во фланг крупной немецкой группировки и завязали тяжёлые бои в междуречье Бобера и Квейса. 21 февраля 1945 года в бою за Хохкирх танк С. М. Заборьева смял немецкую батарею и, зайдя в тыл вражеской танковой засады, уничтожил танк Т-V «Пантера», самоходное орудие и 30 солдат с фаустпатронами. Будучи ранен вторично, Степан Михайлович не покинул поля боя. 2 марта 1945 года во встречном бою в районе населенного пункта Гисманнсдорф (Gieẞmannsdorf) он подбил 3 «Пантеры», и одну самоходку, огнём орудия уничтожил 2 пушки и до 45 немецких солдат. Преодолев Квейс, 5 марта 1945 года гвардии младший лейтенант С. М. Заборьев завязал бой с тремя танками противника на железнодорожной станции Зигерсдорф (Siegersdorf). Две «Пантеры» были уничтожены, но последняя успела сделать роковой выстрел. Вражеский снаряд пробил броню тридцатьчетверки и разорвался в башне. Экипаж танка погиб. Всего за период с 12 января по 5 марта 1945 года экипаж Заборьева уничтожил 17 танков и самоходных артиллерийских установок противника.
За образцовое выполнение боевых заданий командования на фронте борьбы с немецкими захватчиками указом Президиума Верховного Совета СССР от 27 июня 1945 года гвардии младшему лейтенанту Заборьеву Степану Михайловичу было присвоено звание Героя Советского Союза посмертно. Похоронен С. М. Заборьев в селе Томислав в гмине Осечница Болеславецкого повята Нижнесилезского воеводства Польской Республики. Эксгумирован на военное кладбище офицеров Красной Армии в Цыбинке, ул. Львовская, (Любушское воеводство), могила № 59

## Награды и звания
- Медаль «Золотая Звезда» (27 июня 1945, посмертно);
- орден Ленина (27 июня 1945, посмертно);
- орден Красного Знамени (29 марта 1945);
- орден Красной Звезды (25 ноября 1942).

## Память
- Бюст Героя Советского Союза С. М. Заборьева установлен в городе Новохоперск Воронежской области.
- Памятник Герою Советского Союза С. М. Заборьеву установлен в селе Ярки Воронежской области.
- Именем Героя Советского Союза С. М. Заборьева названы улицы в городе Томске, селе Ярки и посёлке Хлебороб Воронежской области.

## Документы
- Общедоступный электронный банк документов «Подвиг Народа в Великой Отечественной войне 1941—1945 гг.» Архивировано 13 марта 2012 года.

Герой Советского Союза. Архивировано 15 декабря 2012 года.
Указ Президиума Верховного Совета СССР. Архивировано 21 мая 2013 года.
Список награждённых. Архивировано 21 мая 2013 года.
Орден Красного Знамени. Архивировано 21 мая 2013 года.
Орден Красной Звезды. Архивировано 21 мая 2013 года.
- Обобщенный банк данных «Мемориал». Архивировано 10 мая 2012 года.

ЦАМО, ф. 33, оп. 11458, д. 738.
ЦАМО, ф. 33, оп. 11458, д. 653.